# Haast (Neuseeland)
Haast ist ein kleiner Ort im Westland District in der Region West Coast auf der Südinsel von Neuseeland.

## Namensherkunft
Benannt wurde der Ort nach dem deutschen Geologen, Naturforscher und Entdecker Julius von Haast, der Namensgeber für verschiedene geographische Orte, für Pflanzen oder Tiere wurde.

## Geographie
Der Ort liegt gut 200 km südwestlich von Hokitika, an der Südseite des Haast River, unweit seiner Mündung in die Tasmansee. Haast ist in die drei Ortsteile Haast Village oder Township, Haast Beach, der direkt an der Küste liegt und Haast Junction, an dem der New Zealand State Highway 6 zum Inland hin abknickt, gegliedert. Die nächstgrößere Stadt inlandsseitig ist Wanaka und liegt knapp 100 km Luftlinie südöstlich von Haast. Der Ort ist über den State Highway 6 mit Hokitika im Norden und Wanaka im Südosten verbunden.

## Geschichte
Die Region wurde bereits seit den 1870er Jahren von Europäern besiedelt, aber erst seit den 1960er Jahren ist Haast über befestigte Straßen mit dem Rest von Neuseeland verbunden. Der Ort wurde zwischen 1976 und 1979 gegründet, nachdem die alte Siedlung, die sich rund 5 km weiter nordwestlich befand und als Siedlung für die Arbeiter des Ministry of Works and Development genutzt wurde, aufgegeben wurde.

## Walstrandungen
In den Jahren 2017 und 2018 gab es besonders viele Walstrandungen an der Küste von Haast.

## Sehenswürdigkeit
Das neuseeländische Department of Conservation (DOC) betreibt am Haast Junction ein Besucherzentrum, das für Besucher Informationen zum South West New Zealand World Heritage Area bereithält.
Rund 50 km südöstlich von Haast befindet sich dem State Highway 6 folgend der Haast Pass/Tioripatea.